# Mortel Transfert
Mortel Transfert és una pel·lícula de thriller francoalemany, dirigit per Jean-Jacques Beineix, adaptat de la novel·la homònima de Jean-Pierre Gattégno. La música va ser proporcionada pel compositor de Roselyne et les lions, Reinhardt Wagner.

## Sinopsi
El psicoanalista Michel Durfant porta una vida molt tranquil·la fins al dia en què una de les seves pacients, Olga Kubler, sadomasoquista i perversa cleptòmana, és estrangulada durant la seva consulta mentre es va adormir.
Què va passar ? Qui va matar la dona del lladre Max Kubler? Per què Michel Durand té tant dolor als avantbraços? Pots cometre un assassinat mentre dorms? Es desfà del cos mentre el superintendent Chapireau lidera la investigació i Max Kubler va a la recerca de la seva dona.

## Repartiment
- Jean-Hugues Anglade com Michel Durand
- Hélène de Fougerolles com Olga Kubler
- Miki Manojlovic com Erostrate
- Valentina Sauca com Hélène Maier
- Robert Hirsch com Armand Slibovic
- Yves Rénier com Max Kubler
- Yves Rénier com a Max Kubler
- Catherine Mouchet com la professora de matemàtiques
- Denis Podalydès com a comissari Chapireau
- Riton Liebman com el disc-jockey
- Jean-Pierre Becker: Jacques Preco
- Estelle Desanges: La mare de Michel Durand
- Ovidie: la jove de la pel·lícula porno

## Producció
Conegut per les seves relacions conflictives amb els productors, Jean-Jacques Beineix va autofinançar la pel·lícula al 90%. L'acollida de la crítica i del públic ha estat més que mixta, aquesta arriscada aposta li va costar cara.